# Zrinski Topolovac
Zrinski Topolovac es un municipio de Croacia en el condado de Bjelovar-Bilogora.

## Geografía
Se encuentra a una altitud de 166 m s. n. m. a 85 km de la capital nacional, Zagreb.

## Demografía
En el censo 2011 el total de población del municipio fue de 890 habitantes, distribuidos en las siguientes localidades:
- Jakopovac - 138
- Križ Gornji - 144
- Zrinski Topolovac - 608

| Gráfica de población de Zrinski Topolovac 1857-2011                 |
|                                                                     |
| Según los censos de población de la oficina estadística de Croacia. |